# Airness
Airness é uma empresa de vestuário esportivo francesa fundada em 1999 em Saint-Denis por Malamine Koné.
Atualmente fornece material esportivo para os seguintes clubes de futebol: Auxerre, Guingamp, Grenoble. Além disso também confecciona das seleções nacionais do Mali, de Cabo Verde, da República Democrática do Congo e da Guiné.